# Cá nóc sao
Cá nóc sao, tên khoa học là Takifugu alboplumbeus, là một loài cá biển thuộc chi Takifugu trong họ Cá nóc. Loài này được mô tả lần đầu tiên vào năm 1845.

## Phân loại học
Từ lâu, danh pháp Takifugu niphobles đã được áp dụng cho cá nóc sao, nhưng qua việc nghiên cứu hai mẫu định danh của T. niphobles và Tetrodon alboplumbeus Richardson, 1845 đã cho thấy cả hai tên gọi đều chỉ cùng một loài, và T. niphobles được xem là đồng nghĩa của T. alboplumbeus.

## Phạm vi phân bố và môi trường sống
Từ vịnh Bột Hải, cá nóc sao được phân bố trải dài đến vùng biển các nước Hàn Quốc, Nhật Bản, Trung Quốc và miền bắc Việt Nam (chủ yếu ngoài khơi vịnh Bắc Bộ). Cá nóc sao còn mở rộng phạm vi về phía bắc đến cực nam đảo Sakhalin (Nga).
Cá nóc sao sống trên nền đáy cát hoặc đá vụn ở độ sâu đến ít nhất là 20 m, và có thể được bắt gặp ở vùng nước lợ.

## Mô tả
Chiều dài cơ thể lớn nhất được ghi nhận ở cá nóc sao là 23 cm.

## Sinh thái học
Ở Miyazu, Kyoto, người ta phát hiện những con cá nóc sao di cư từ biển vào sông Sai. Hầu hết các cá thể sống trong vùng nước ngọt trung bình trong khoảng 3,6 giờ và quay trở lại biển khơi ngay trong ngày. Một thí nghiệm cho thấy cá nóc sao chỉ có thể sống ở môi trường nước ngọt trong vòng 2 ngày nhưng không thể quá 4 ngày.
Tương tự ở Việt Nam, cá nóc sao cũng được bắt gặp tại cửa sông Ka Long và sông Tiên Yên (Quảng Ninh).